# Renato Fucini

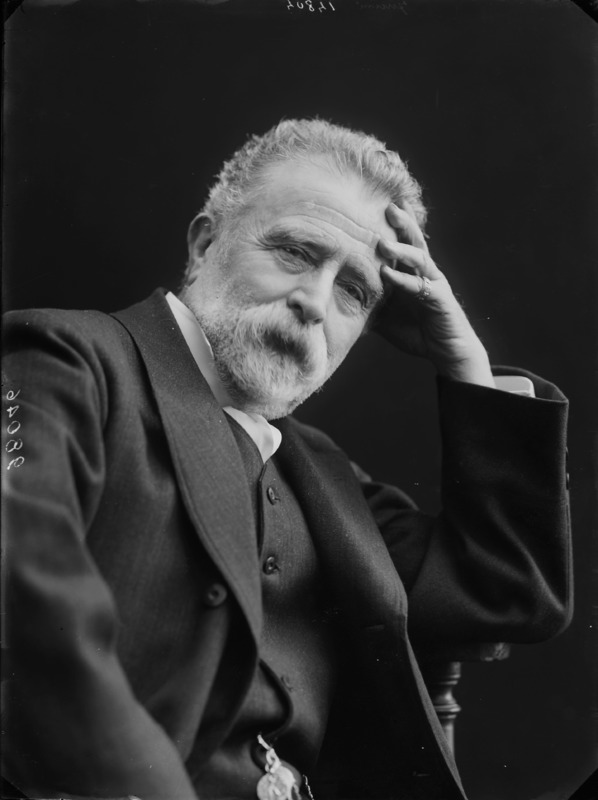
Renato Fucini

Renato Fucini (Pseudonym: Neri Tanfucio; * 8. April 1843 in Monterotondo Marittimo; † 25. Februar 1921 in Empoli) war ein italienischer Schriftsteller des Verismus, der für seine Dialektgedichte und literarischen Skizzen bekannt ist.

## Leben
Renato Fucini wurde 1843 in einem kleinen Dorf in der Maremma im Großherzogtum Toskana geboren. Sein Vater David Fucini war ein Arzt, der sich der Bekämpfung der Malaria in den hiesigen Sümpfen verschrieben hatte, und Angehöriger der Carbonari. Aufgrund seines Berufes und seiner politischen Gesinnung musste die Familie oft den Wohnort innerhalb der Toskana wechseln, so ging sie zunächst nach Campiglia Marittima, dann nach Livorno und schließlich nach Vinci, wo sie die Villa Dianella Fucini besaß. Renato hatte dabei ständig wechselnde Lehrer. 1855 wurde er nach Empoli geschickt, schloss hier 1859 seine Sekundärbildung ab und erlebte (als erst 16-Jähriger) mit patriotischer Begeisterung die Ereignisse um den Zweiten Italienischen Unabhängigkeitskrieg, die Absetzung Leopolds II. und die Einigung Italiens mit. Im November 1859 immatrikulierte er sich an der Universität Pisa. Weil sein Diplom aus Empoli nicht anerkannt wurde, durfte er nicht Medizin studieren und wählte stattdessen Agrarwissenschaften. In seinen Studienjahren bis 1863 schrieb er teils auf Italienisch, teils in toskanischem Dialekt erste Gedichte, dabei hauptsächlich Epigrammatisches und Satirisches.
Nach seinem Abschluss suchte Fucini vergeblich eine Anstellung als Agronom und wurde 1865 Hilfsingenieur in der kommunalen Bauverwaltung der Stadt Florenz. In der toskanischen Metropole, die damals gerade Hauptstadt Italiens wurde, zog er mit seinen Dialektgedichten rasch die Aufmerksamkeit der gebildeten Welt auf sich und machte Bekanntschaft mit Schriftstellern wie Pietro Fanfani, Aleardo Aleardi, Edmondo De Amicis und Diego Martelli und den Malern Telemaco Signorini und Antonio Ciseri. Letzterer verewigte ihn später in einem Porträt. Als Florenz 1871 seinen Status als Hauptstadt an Rom verlor, wurde Fucini arbeitslos und betätigte sich für eine Weile als freier Schriftsteller. 1872 erschienen unter dem Pseudonym „Neri Tanfucio“ (einem Anagramm) mit großem Erfolg seine Hundert Sonette in Pisaner Dialekt, in denen sich das lyrische Ich als Sohn eines Wucherers und einer Zuhälterin präsentierte.

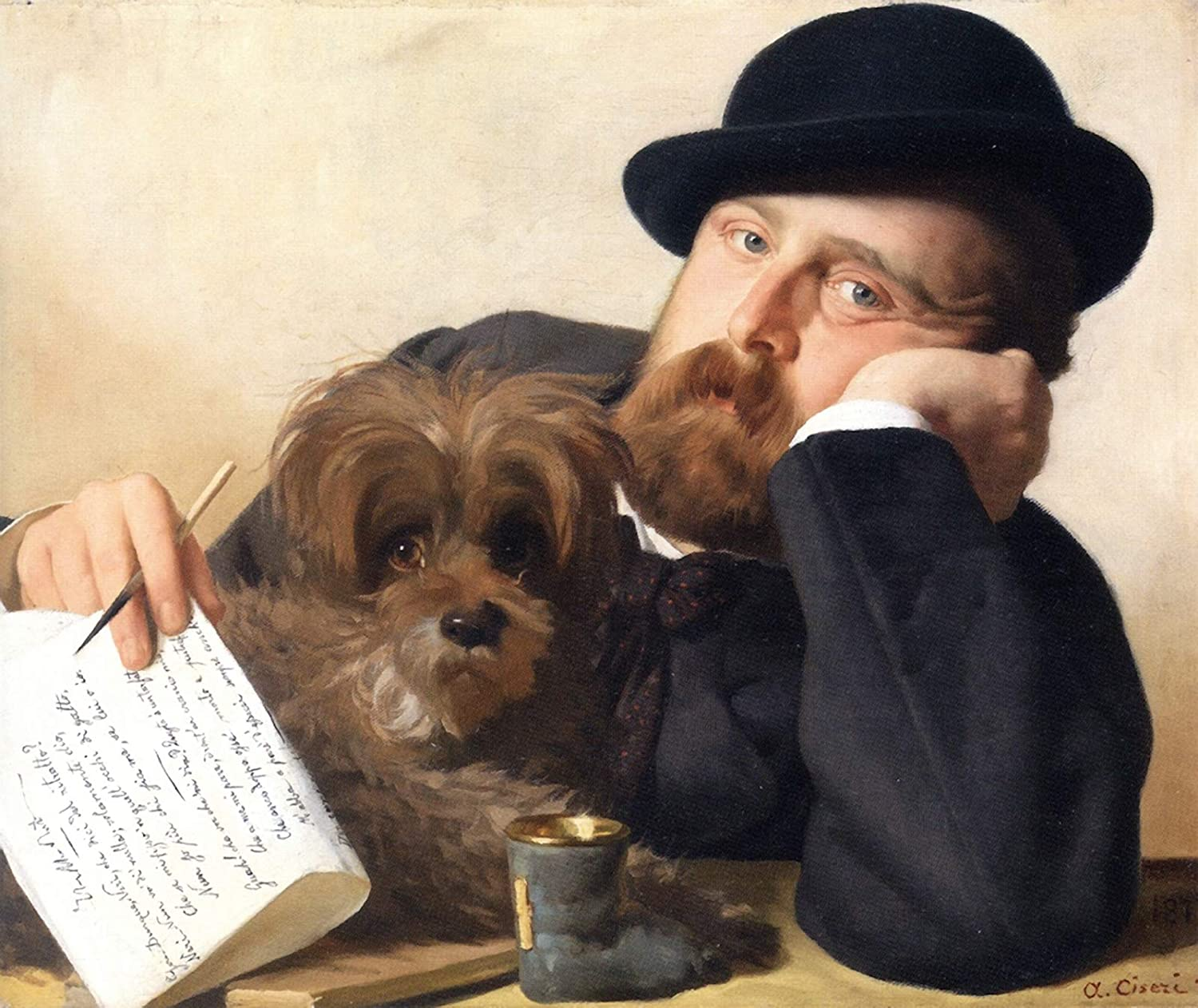
Antonio Ciseri: Porträt von Renato Fucini, um 1878

1876 wurde Fucini Italienischlehrer an der technischen Schule von Pistoia und veröffentlichte seine erste Prosaerzählung. Seine Erlebnisse bei einem Aufenthalt in Neapel im Frühling 1877 verarbeitete er in der im Folgejahr erschienenen Reportage Neapel für das bloße Auge, in der sich bereits sein Faible für die literarische Skizze ankündigte. 1879 wurde er zum Schulinspektor in Pistoia befördert. Dieses Amt bot ihm viel Freizeit, in der er sich der Schriftstellerei widmen konnte. Er setzte sich mit veristischem Anspruch zum Ziel, mittels 48 „Skizzen“ ein Panorama des toskanischen Lebens zu schreiben. Die ersten 14 Skizzen erschienen 1882 in seinem gefeierten Meisterwerk Neris Wachen. Sein Projekt setzte er in den weiteren Erzählbänden Unter freiem Himmel (1897) und Auf dem toskanischen Land (1908) fort.
1900 wurde Fucini Bibliothekar an der Biblioteca Riccardiana in Florenz. 1906 trat er in den Ruhestand und zog sich mit seiner Frau Emma und seinen zwei Töchtern in die Villa Dianella Fucini zurück. Wegen eines Kehlkopfkrebses musste er zur Behandlung nach Empoli ziehen, wo er 1921 mit 77 Jahren starb.

## Rezeption im deutschsprachigen Raum
Im deutschsprachigen Raum ist Fucini kaum bekannt. Woldemar Kaden übersetzte drei Skizzen aus Neris Wachen (Nach den Maremmen, Aus den Maremmen zurück und Frühling) ins Deutsche und veröffentlichte sie 1887 im Band Sonnenbrut. Aus diesem Zusammenhang stammt auch eine der wenigen zeitgenössischen Kritiken zu Fucini in deutscher Sprache. Maria Janitschek äußerte sich zu Frühling:

„Eine werkwürdige Erscheinung [...] ist der Schriftsteller Renato Fucini. Seine Skizze ‚Frühling‘ erinnert an ein Martial’sches Epigramm. Sie ist in antikem Geiste gedacht, voll behaglicher Sinnlichkeit, voll von jener reflexionslosen Lebensweisheit, die das Hier bis zum letzten Tropfen ausgenießt, ohne Furcht, ohne Reue, ohne Pathos, mit naiver Freude am gegenwärtigen Momente. In diesem Frühlingsbildchen ist es, als ob ein Funke jenes Geistes wieder lebendig würde, welcher vor zwei Jahrtausenden der Welt heitere Philosophen und menschlich fühlende Götter geschenkt.“

## Werke (Auswahl)
- Cento sonetti in vernacolo pisano („Hundert Sonette in Pisaner Dialekt“), 1872
- Napoli a occhio nudo („Neapel für das bloße Auge“), 1878
- Le veglie di Neri („Neris Wachen“), 1882
- All’aria aperta („Unter freiem Himmel“), 1897
- Nella campagna toscana („Auf dem toskanischen Land“), 1908